# Хованский, Алексей Андреевич
Алексе́й Андре́евич Хова́нский (22 февраля 1814, c. Хованщино, Пензенская губерния — 29 января 1899, Воронеж) — педагог, филолог, переводчик, редактор-издатель первого русского научного языковедческого журнала «Филологические записки» и его специального приложения — сборника «Славянский вестник», кавалер орденов Св. Анны и Св. Владимира. Первый редактор (1869—1872) газеты «Воронежский телеграф», один из основоположников воронежской научно-педагогической школы, Просветитель земли Воронежской.

## Биография
Алексей родился в семье дьякона Богородицкой церкви Андрея Хованского, то есть по происхождению принадлежал к духовенству, одному из двух привилегированных сословий Российской империи. Существует несколько различных версий относительно даты его рождения. В статье П. Черняева «Два года из жизни А. А. Хованского», вышедшей в «Филологических записках» к 10-летию его кончины, автор полагает вероятными 1812, 1813 и 1815 годы, однако ещё при жизни редактора было принято считать таковым 1814-й.
Можно выделить четыре периода его сознательной жизни.
Юношеские годы Алексея Хованского прошли в Пензенском духовном училище и Саратовской духовной семинарии, где он получил образование и начал учительскую деятельность, будучи ещё семинаристом.
Второй период его жизни, с 1837 по 1845 год, составляет служба в Камышинском духовном и Петровском уездном училищах Саратовской губернии в должности учителя русского языка.
Третий период в жизни Хованского, с 1845 по 1866 год, был посвящён педагогической деятельности в воронежском Михайловском кадетском корпусе, где он преподавал русский язык и русскую словесность. В эти годы Хованский публиковал статьи и заметки в журнале «Москвитянин» М. П. Погодина и в газете «День» И. С. Аксакова.

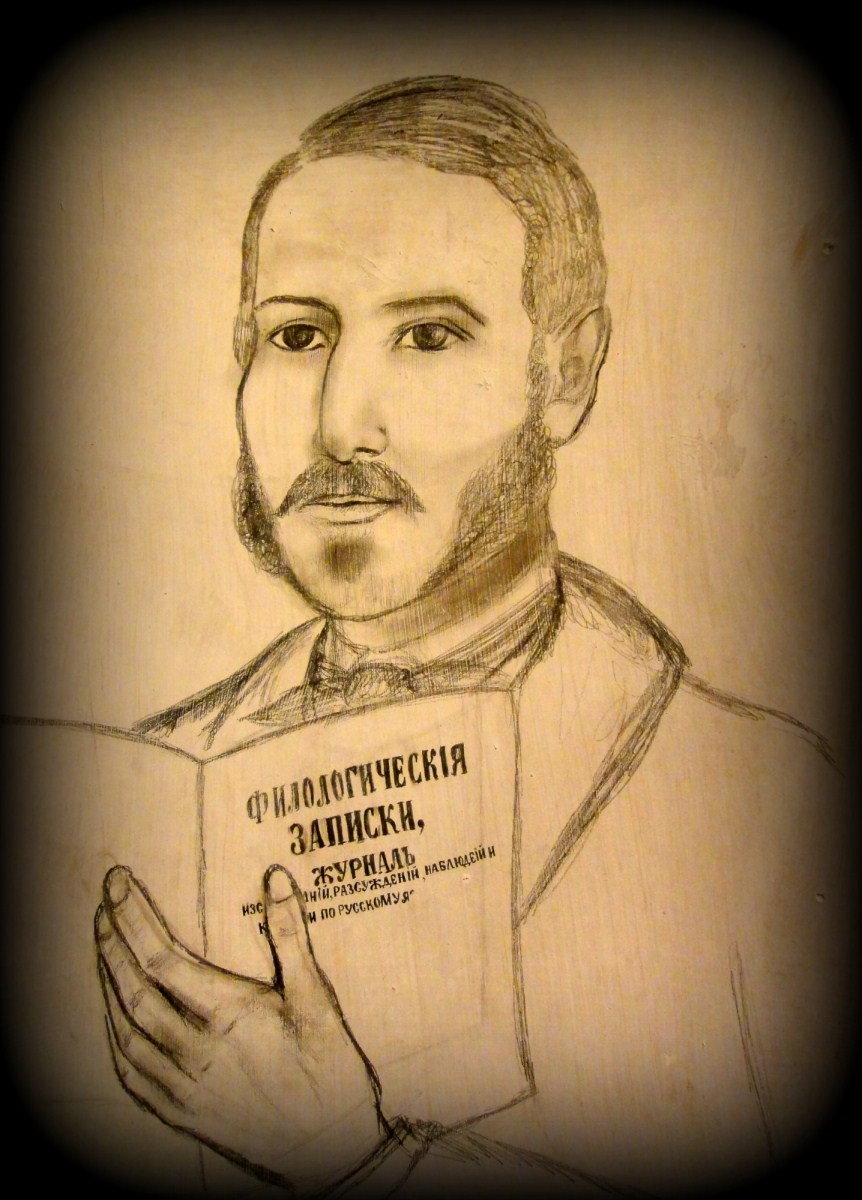
А.Хованский. В начале… А. Фомина

Заключительный этап — его редакторская деятельность. Во время работы в корпусе у Алексея Андреевича и «возникла мысль о созидании филологического журнала с определённой и ясной задачей: оказать помощь преподавателям русского языка и литературы в их повседневной работе, быть ближайшим посредником между преподавателями русского языка и словесности», «доставить полезный научный орган для своих читателей и особенно для учебных заведений и преподавателей», — возникла она по случайному поводу, после спора с директором о недостатках одного учебника грамматики. А. А. Хованский сам усердно занимался составлением такого учебника и, наконец, ввиду отсутствия в русской журналистике специального органа, посвящённого филологии, «дерзнул» (по словам Котляревского) издавать на скудные учительские средства собственный журнал с названием «Филологические Записки». Составив программу журнала, он поделился этой идеей со своими коллегами — П. В. Малыхиным и М. Ф. Де-Пуле и, получив их одобрение, приступил к реализации своего проекта.
В 1859 году Хованский добился разрешения Главного управления по делам печати на издание научно-педагогического журнала и 31 декабря 1860 года первый выпуск увидел свет. Редактор прилагал большие усилия, чтобы привлечь к сотрудничеству в журнале видных ученых. Стремление Хованского сплотить вокруг журнала значительные научные силы в полной мере увенчались успехом. Алексей Андреевич «собрал около себя и своего любимого детища и педагогов, и любителей просвещения, и ученых и где же? Не в северной столице, не в матушке-каменной Москве, с золотыми маковками, а в городе провинциальном, в Воронеже».
В 1867 году Хованский вышел в отставку и всецело посвятил себя учёно-литературной деятельности, которая продолжалась до самой его смерти в 1899 г. Алексея Андреевича, посвятившего своему детищу 40 лет безупречного и кропотливого труда, без преувеличения можно считать заслуженнейшим редактором, когда-либо являвшимся на ниве отечественной журналистики.
Впоследствии, когда «Филологические Записки» получили международное признание, общественность России оценила создание такого журнала в провинции, как своеобразный подвиг его издателя и редактора:

Столь продолжительное и столь успешное издание научного журнала в провинциальном городе есть подвиг, к совершению которого может оказаться способною лишь мощная духом личность. Хованский заслужил к себе глубочайшее уважение прежде всего как редкий герой труда и активного терпения.
— Г. И. Недетовский
Научную деятельность в Воронеже Алексей Хованский организовал на полвека раньше, чем за это взялось государство. Можно утверждать, что наука началась в Воронеже именно с филологии, именно с его журнала. Таким образом, А. а. Хованского можно считать основателем воронежской филологии, предтечей воронежской науки.

Трудясь на пользу целой России, Хованский в то же время своею деятельностью много способствовал укреплению за нашим родным Воронежем лестной репутации интеллигентного города. Всякий почти раз, когда в печати или в общежитии называют наш город интеллигентным, обыкновенно ссылаются при этом главным образом на то, что здесь Алексей Андреевич Хованский издает «Филологические Записки».
— Двадцатипятилетие журнала / Ф.З., 1887.

## Личность Хованского
«Высокочтимый», «учитель учителей», «маститый руководитель», «учитель и друг», «неутомимый», «энергичный», «образцовый труженик», «глубокоуважаемый», «прекрасный человек», «редкий по своим духовным качествам», «бессребреник», «маститый старец», «духовный отец» и «добрый гений». Вот далеко не исчерпывающий список эпитетов, взятых из разных периодических изданий и писем семье А. Х. и редакции его журнала… «Говоровъ, издатель грамматики, къ его имени пріобщалъ „Domine“».

«Хованский не был ни „либералом“, ни „консерватором“ и т. п., — это был в высшей степени человечный, глубоко верующий в Бога…, доброжелательно расположенный к людям и отзывчивый на всё истинно доброе человек».
— С. Н. Прядкин
Академики Российской академии наук почитали «рядового учителя» Хованского за равного их званию: «Заслуги А. А. Хованского перед русской наукой велики. „Филологические Записки“ долгое время были единственным русским филологическим журналом. Здесь помещали свои труды светила русской науки». По словам академика Ф. И. Буслаева,

«Хованский был не просто издатель чужих работ, но настоящий редактор, то-есть такой специалист, который действительно редактировал то, что в своем журнале печатал, направляя своих сотрудников, исправляя и дополняя издаваемое им».
— Ф. И. Буслаев
Церковные иерархи с большим почтением относились к А. А. Хованскому. Ректор Московской духовной академии Лаврентий (епископ Курский) так приветствовал его в минуты болезни:

«Много Вы труда понесли, много пользы принесли учащемуся юношеству и учащим юношество, но… простите меня, мало награды получили. Молю Мздовоздаятеля, да будут велики Вам награды на небесех. Молю Врача душ и телес, да воздвигнет Вас от ложа болезненнаго цела и совершенна».
— Лаврентий (епископ Курский)

## Педагогическая методика «Живое слово»

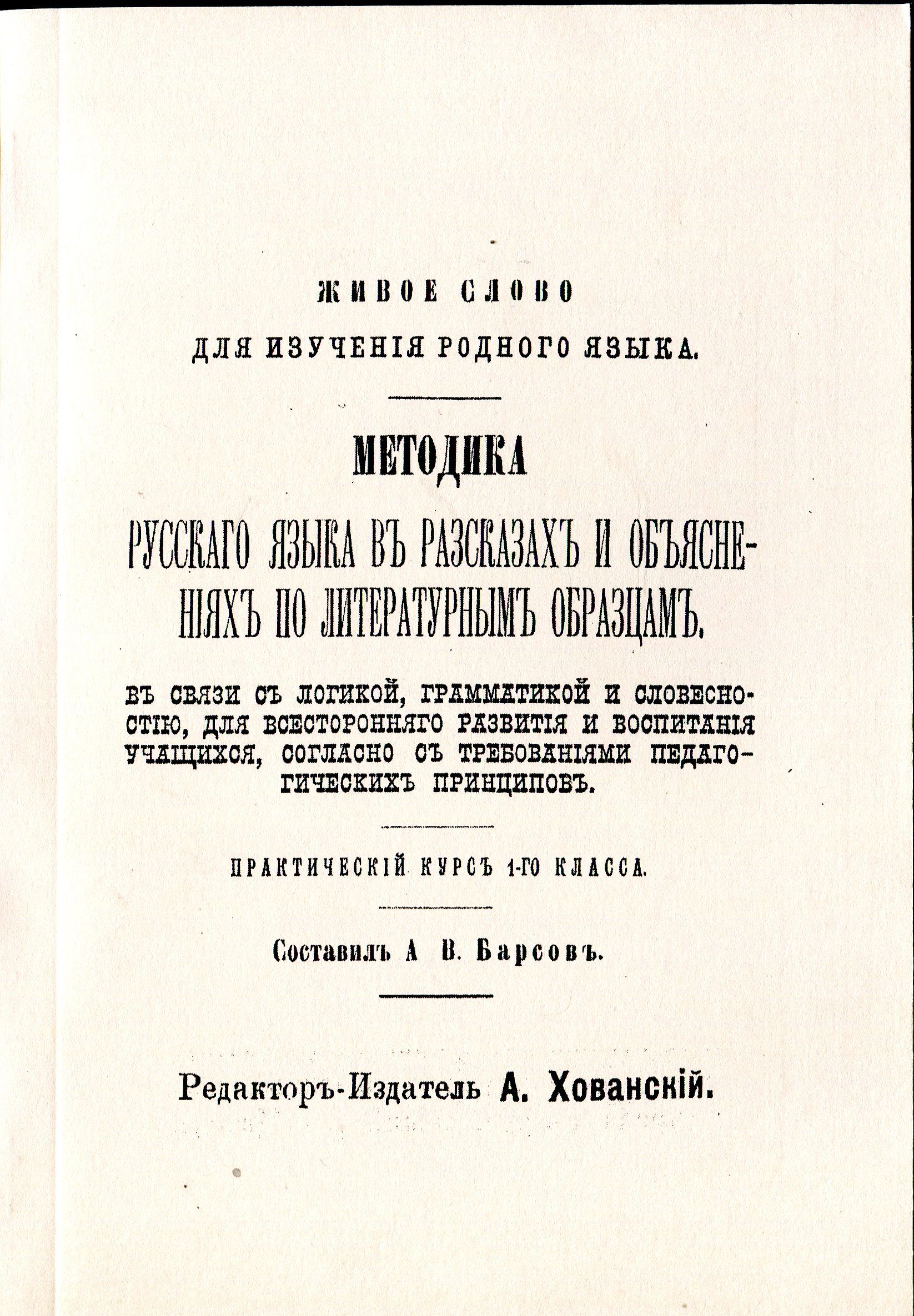
Отдельное издание методики «Живое слово»

Главной задачей своей жизни Хованский считал «выработку метода для более разумного, более целесообразного и практичного ведения дела преподавания родного языка». Такую методику, составленную А. В. Барсовым на страницах «Филологических записок», он и предлагал в своем издании под именем «Живое слово»:

Чтобы болѣе и болѣе заинтересовать учащихся, — необходимо должно быть все передаваемо живымъ и увлекательнымъ словомъ. Живое, увлекательное слово (участіе) — это великая сила, овладѣвающая вниманіемъ слушателей; сила двигающая чувствами и сердцами; — это, можно сказать, — душа въ педагогическомъ дѣлѣ. Увлекательный и занимательный разсказъ въ каждомъ научномъ предметѣ можетъ играть важную роль…
— А. А. Хованский
Умственное развитие Хованский полагал в качестве более всего нужного в учебном деле фундамента, на котором прочно только и зиждутся дальнейшие знания учащегося юношества. Но одного умственного развития Хованский считал недостаточным: для полного образования учащихся необходимо и нравственное, духовное воспитание, что в особенности входило в число задач его «Методики».
Методика, по существу, развивала концепцию Иоганна Песталоцци, который многократно выступал против вбивания в головы детей знаний посредством механического запоминания, зубрёжки. Хованский полагал самой целесообразной формой обучения — эвристическую, когда все сообщается «путём наводящих вопросов».

## Память

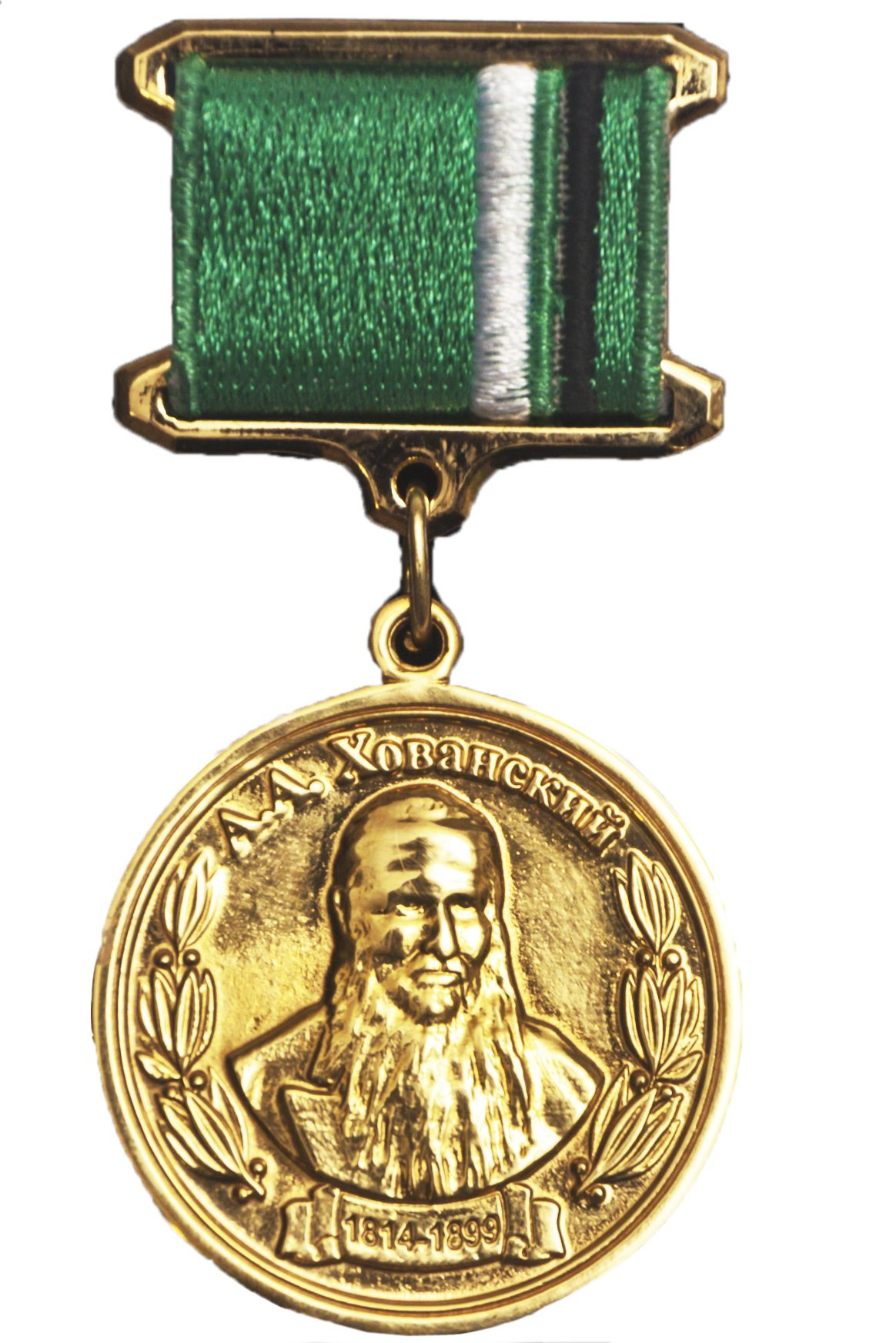
Медаль «Живое Слово»
имени А. А. Хованского

В Воронеже, на доме 44 по ул. К.Маркса (бывш. Старо-Московская), где некогда стоял дом, в котором располагалась редакция журнала «Филологическія Записки» и жил сам издатель, при поддержке возрожденного Фонда Хованского, в День филолога (2011) была установлена памятная доска.

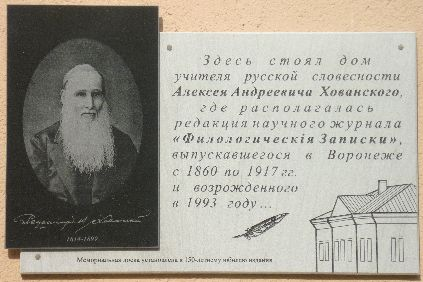
Мемориальная доска к 150-летию журнала

В РГАЛИ хранится целое собрание писем выдающихся деятелей науки о языке, таких как А. Н. Афанасьев, И. А. Бодуэн де Куртенэ, Ф. И. Буслаев, Г. Брокгауз, А. Н. Веселовский, П. П. Вяземский, А. Д. Галахов, А. Ф. Гильфердинг, Н. Н. Голицын, Я. К. Грот, В. И. Даль, М. Ф. Де-Пуле, М. П. Драгоманов, Н. И. Кареев, П. А. Лавровский, М. Н. Лонгинов, В. И. Межов, О. Ф. Миллер, П. О. Морозов, С. И. Пономарев, А. А. Потебня, А. И. Соболевский, И. И. Срезневский, М. И. Сухомлинов, Д. В. Цветаев, А. Шлейхер, И. В. Ягич и др., адресованных А. А. Хованскому в годы его жизни.
В ознаменование 200-летнего юбилея педагога и редактора под эгидой Фонда Хованского был осуществлен комплекс юбилейных мероприятий: выставки, презентации, научно-практическая конференция. Решением Попечительского совета были учреждены отличительные награды: медаль «Живое Слово» — для персонального награждения учителей и статуэтка — для педагогических и творческих коллективов. Медалью «Живое Слово» были награждены учителя и ученые, педагоги и деятели культуры.